# Guy di Prangins
Guy di Prangins (... – 12 giugno 1394) è stato un vescovo cattolico svizzero.
È stato vescovo di Losanna dal 1375 al 1394.

## Biografia
Guy nel 1361 era prevosto di Losanna e consigliere del conte Amedeo VI di Savoia, che lo inviò nel 1373 assieme a Heinrich von Romainmôtier da Alberto III e Leopoldo III d'Austria, per negoziare un'alleanza. Nel 1374 fu canonico e cantore a Lione. Nel 1375 divenne vescovo di Losanna. Dopo l'inizio dello Scisma d'Occidente si schierò dalla parte dell'obbedienza avignonese. Il vescovo inviato dall'obbedienza romana Johann Münch di Landskron (1389/90) non si poté insediare nella sede di Losanna; solo il canton Berna passò nel 1392 all'obbedienza romana.
Guy è il primo vescovo di Losanna a mettere il proprio nome sulle proprie monete con la legenda GVIDO EPS. LAVSAN.